# Chrysolina zangana
Chrysolina zangana là một loài bọ cánh cứng trong họ Chrysomelidae. Loài này được Chen & Wang in Wang & Chen miêu tả khoa học năm 1981.